# 生駒鋼索線
生駒鋼索線（日语：／ Ikoma kōsaku sen */?）是近畿日本鐵道擁有的鋼索鐵路之一。路線連接奈良縣生駒市的鳥居前站至生駒山上站，途經寶山寺站。鋼索也稱為生駒纜車。

## 概要
鳥居前站至寶山寺站之間的區間名為寶山寺線（日语：／），寶山寺站至生駒山上站之間的區間名為山上線（日语：／）。當中寶山寺線為日本首個營業用纜車。寶山寺線連接寶山寺，山上線連接生駒山上的遊樂地「生駒山上遊園地」。
寶山寺線設有兩條並排的單線軌道，在營運上分開運作。因此該兩條線稱為寶山寺1號線和寶山寺2號線。而山上線只有一條單線軌道，中途設有2個車站。通常只會運作寶山寺1號線和山上線，在正月等多客時期，寶山寺2號線也會同時運作。而寶山寺1號線進行檢查時，寶山寺2號線會代為行走。通常寶山寺1號線會在逢星期四進行檢查。
寶山寺線沿線建設了公寓，該處成為了大阪市和奈良市的睡城，而此路線也成為了少有通勤上學的纜索線。寶山寺線中途設有通過住宅區的三座平交道，當中一座平交道（鳥居前3號平交道）可讓私家車通過。另外，山上線設有兩座行人專用平交道。

## 路線數據
- 路線距離（營業距離）：
  - 寶山寺線：鳥居前站 - 寶山寺站之間 0.9公里
  - 山上線：寶山寺站 - 生駒山上站之間 1.1公里
- 方式：
  - 寶山寺線：單線2輛交替行走×2
  - 山上線：單線2輛交替行走
- 軌距：寶山寺線、山上線都是1067毫米
- 車站數目：5個（包括起終點站）
- 雙線區間：鳥居前站 - 寶山寺站之間（正確來說是兩條單線並排。各單線上中間設有雙線區間，以並排來說是四線區間）
- 最大坡度：寶山寺線227‰（約12°47′），山上線333‰（約18°25′）
- 高低差：寶山寺線146米，山上線322米

全線由大阪統括部（舊上本町營業局）管轄。

### 平交道
- 寶山寺線
  - 鳥居前1號平交道（第1種甲，行人專用）
  - 鳥居前2號平交道（第1種甲，行人專用）

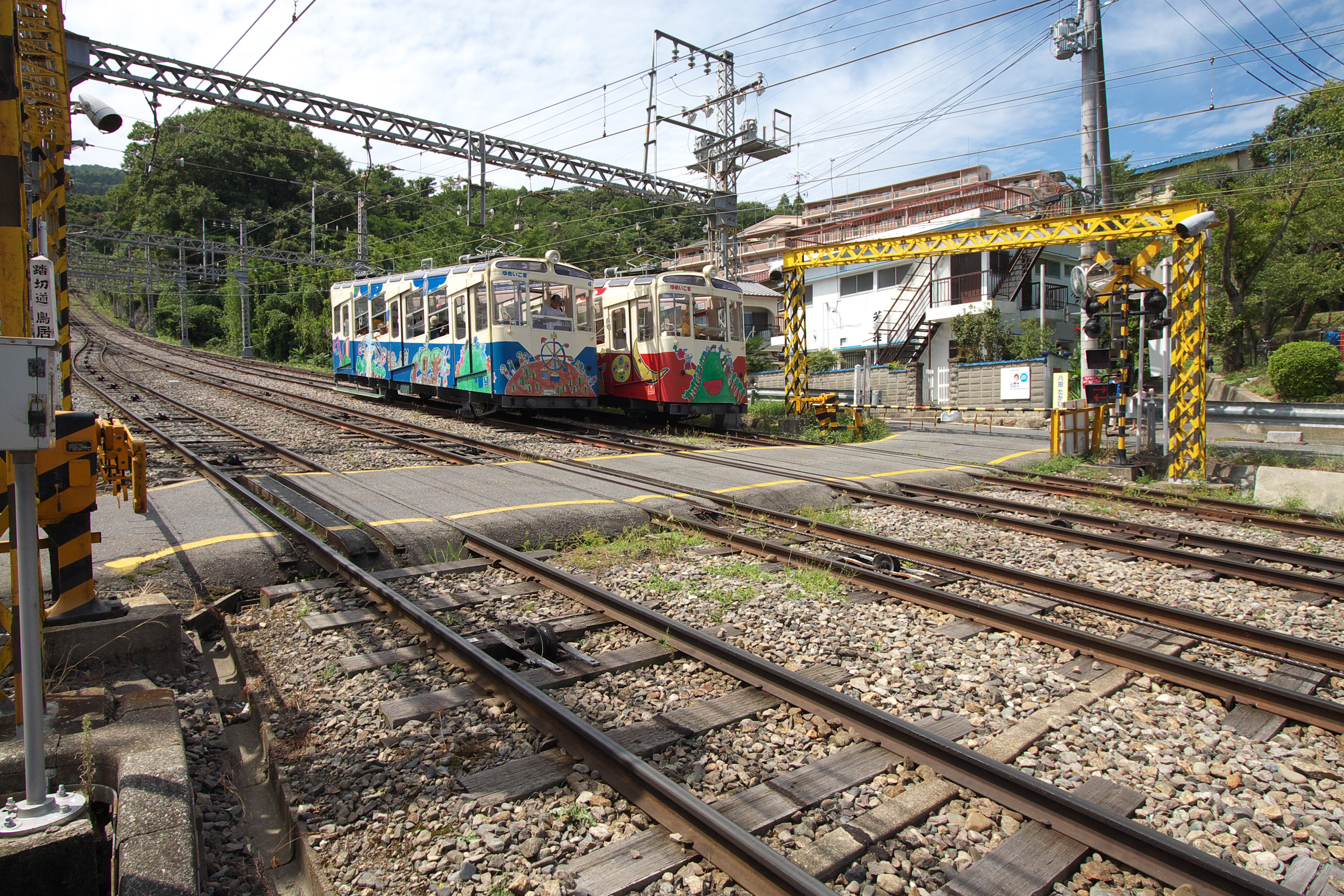
鳥居前3號平交道

  - 鳥居前3號平交道（第1種甲，另外大型車輛外可讓車輛通行）
- 山上線
  - 寶山寺1號平交道（第3種，行人專用）
  - 霞丘1號平交道（第3種，行人專用）

## 運行形態

### 寶山寺線
寶山寺線主要服務生駒山山腰的居民，為通勤和生活路線。服務時段由早上6時時段至晚上11時時段。在除夕至元旦時會通宵運輸。通常只使用寶山寺1號線。班次在早上繁忙時間每15分鐘一班，日間至夜間每20分鐘一班，深夜每30分鐘一班。行駛所需時間為5分鐘。在通宵運輸和正月初詣時期會使用寶山寺2號線。在日本黃金周和暑假等繁忙時期每10分鐘一班。

### 山上線
只於日間（早上九時時段至下午6時時段）行走，每40分鐘一班。乘車時間為7分鐘。當兒童遠足等團體客乘車時，會設有臨時列車班次。另外，生駒山上遊園地在晚間營業，該時段每20分鐘一班。在日本黃金周和暑假等繁忙時期每10分鐘一班。在1月1日（元旦）黎明至早上，會有參拜客前往生駒山觀看初日之出，在早上五時半起開始頻密運輸。
通常只有普通班次，而上述提及當晚間延長服務時和臨時列車的班次均為不停靠中途站的直行班次（在2006年度前，山上線設有定期直行班次）。

## 使用車輛
所有車輛都是由近畿車輛製造，制動裝置為西奧多·貝爾式，警笛使用電子笛。
寶山寺1號線、山上線的Ko11形、Ko15形，寶山寺2號線的Ko3形都是非空調車輛，Ko11形、Ko15形設有Linedelier設施。Ko3形安裝了風扇。車輛編號中，雙數車輛是一架行李車輛，連接客車，行李車輛靠近山上一方。

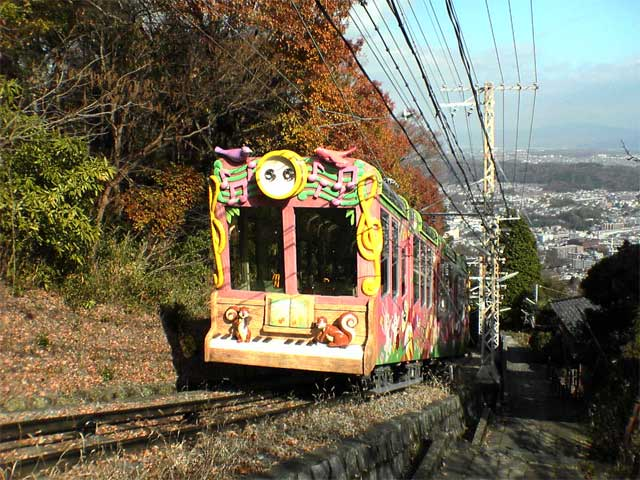
山上線「Do Re Mi」
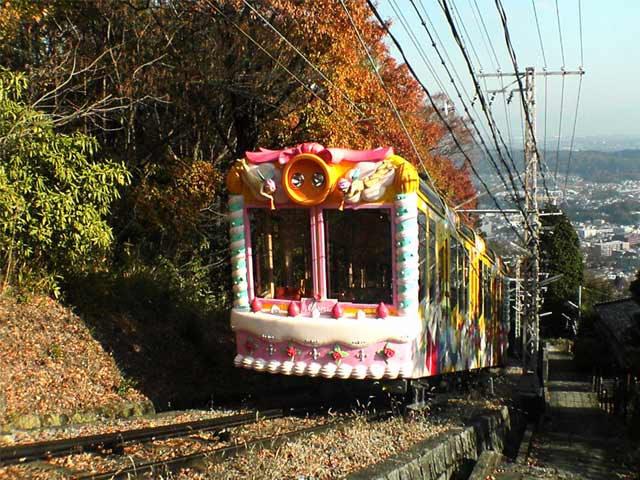
山上線「糖果」
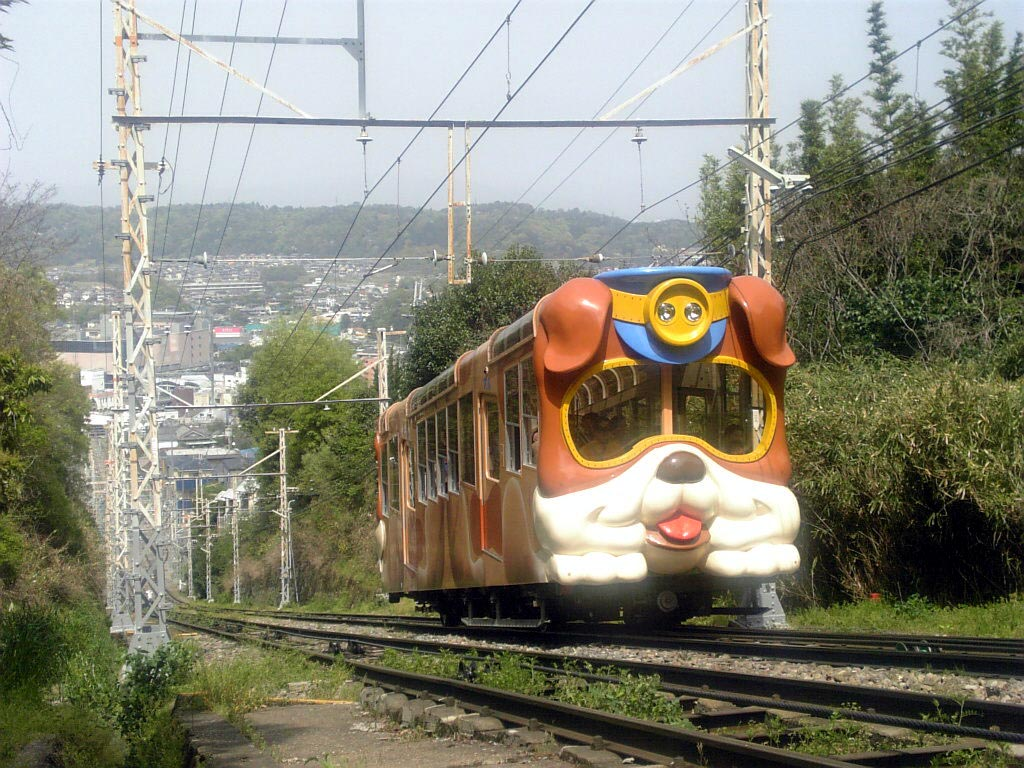
寶山寺1號線「Buru」
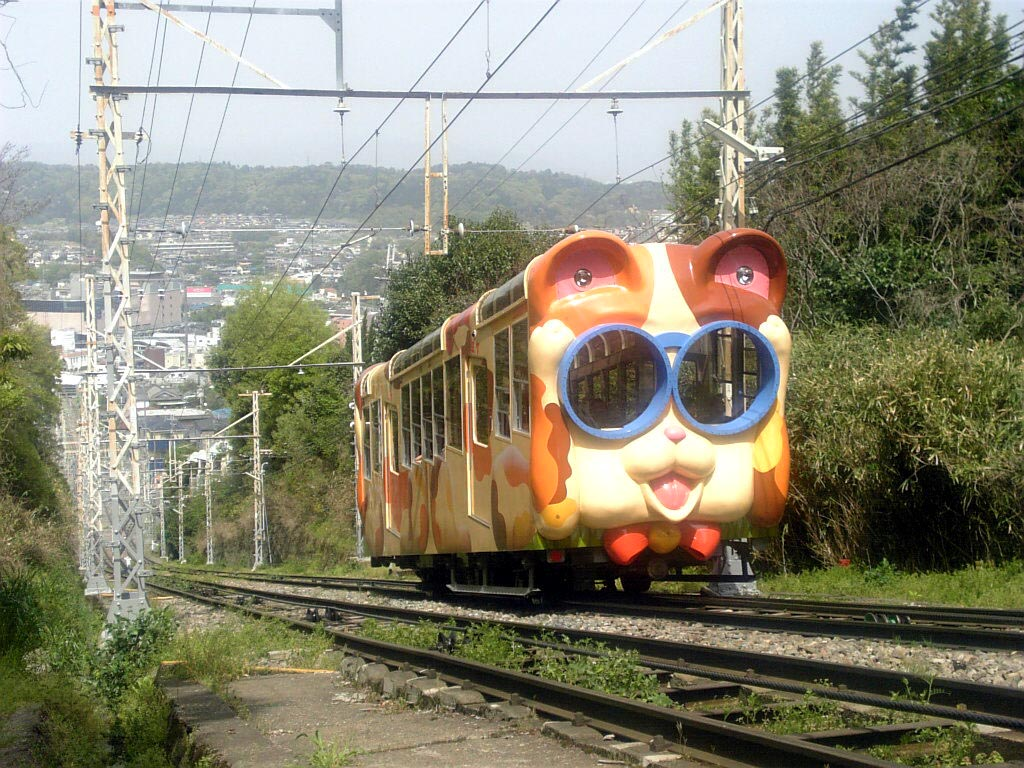
寶山寺1號線「Mike」
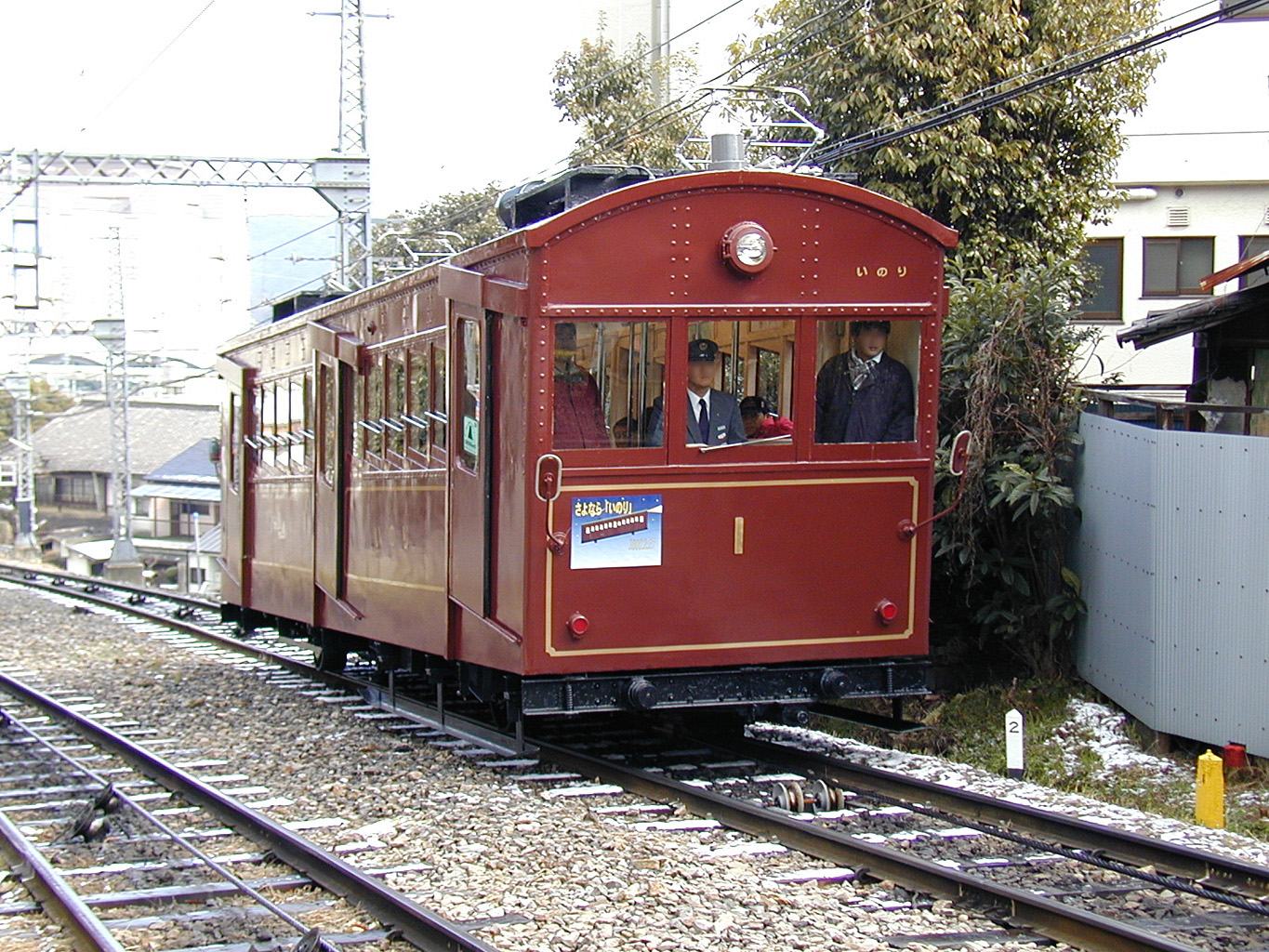
過往的Ko1形（寶山寺1號線）
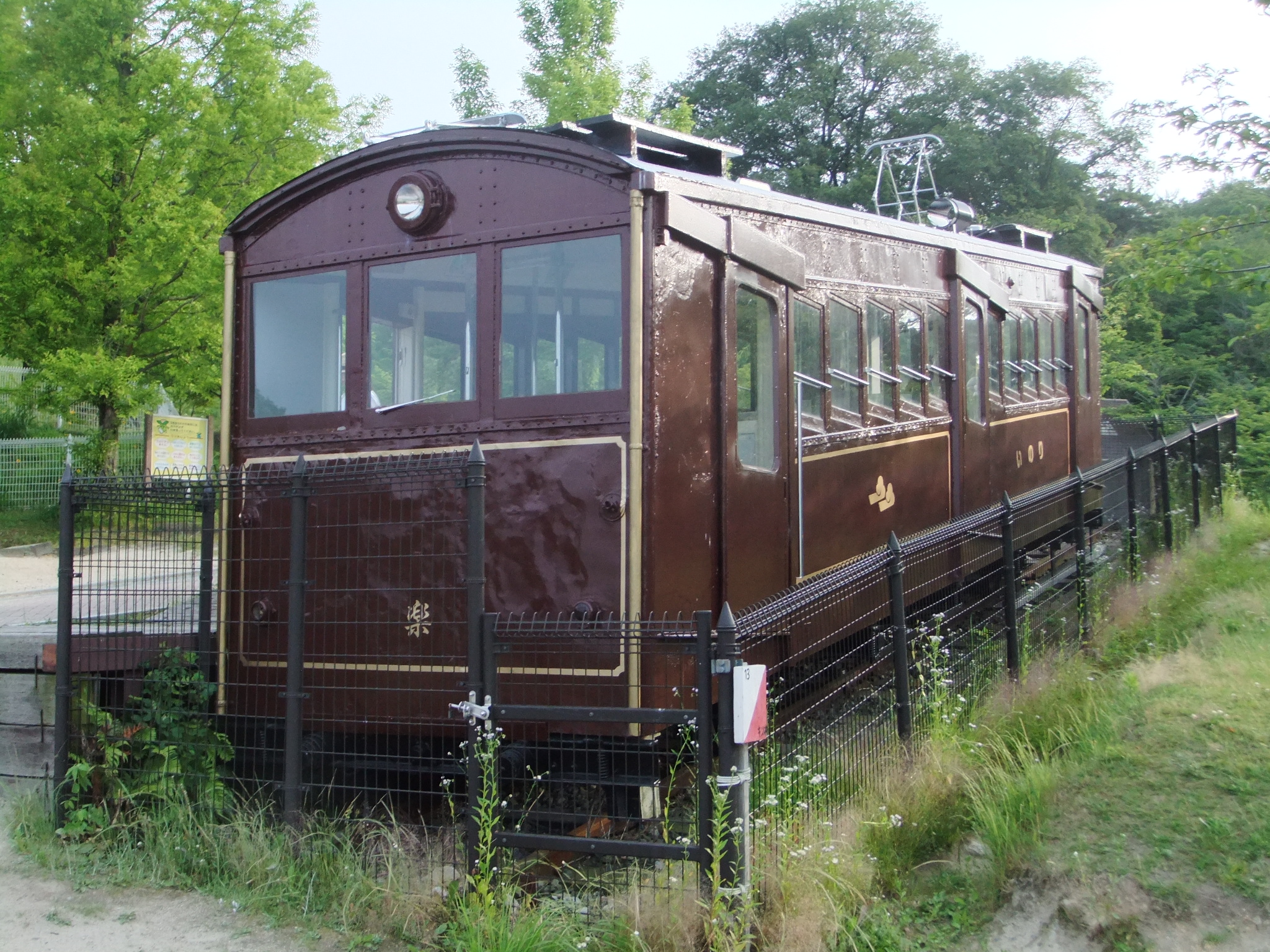
在生駒山麓公園保存的Ko1
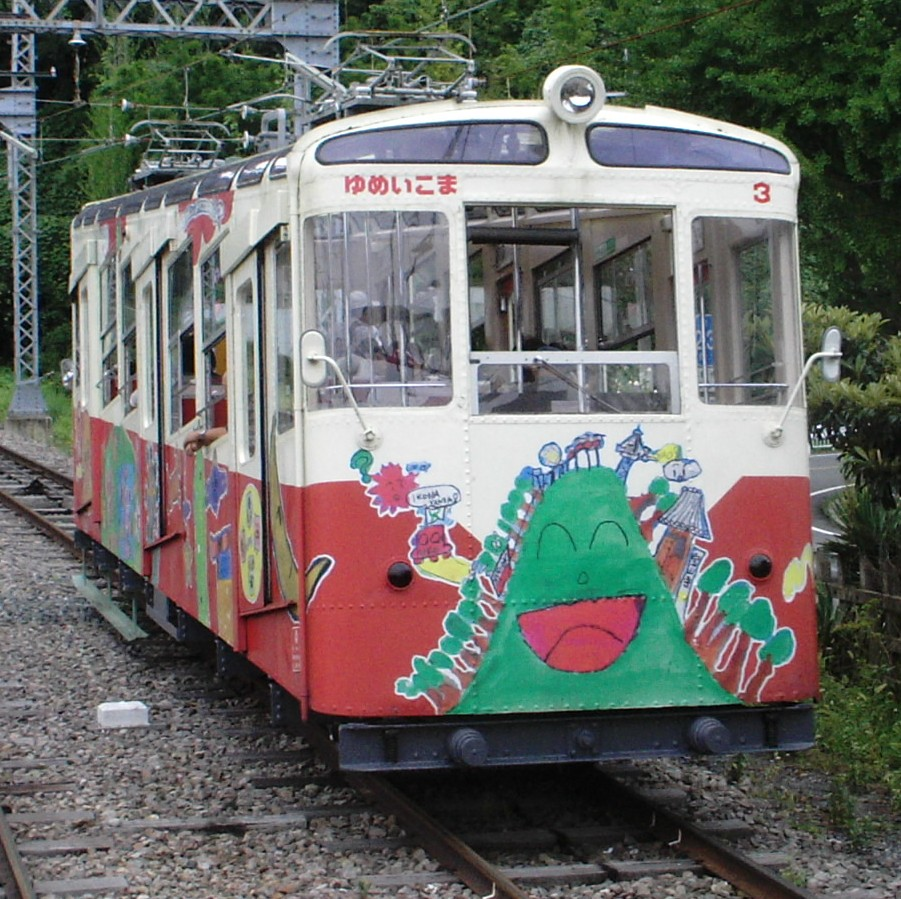
寶山寺2號線「夢生駒3」
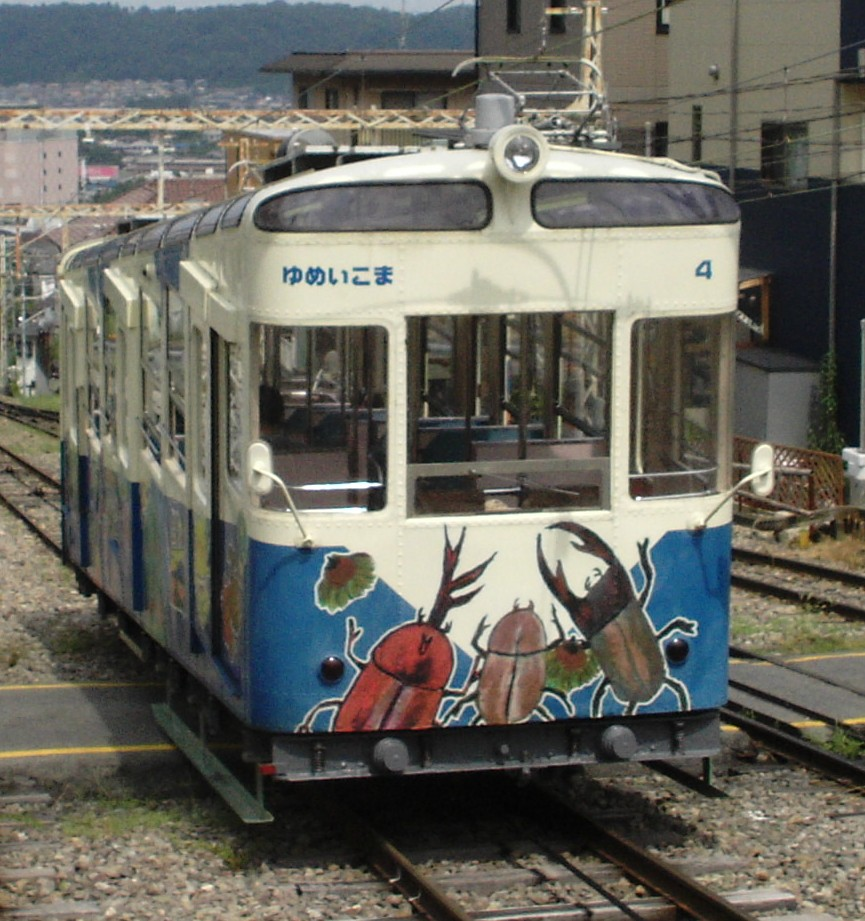
寶山寺2號線「夢生駒4」
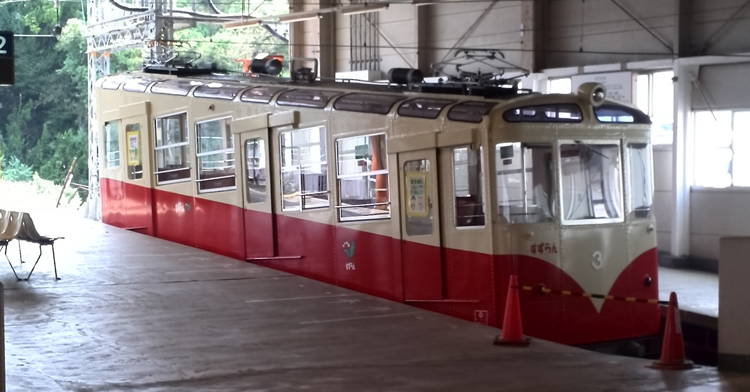
愛稱為「鈴蘭」的車輛回到寶山寺2號線3（2013年8月）
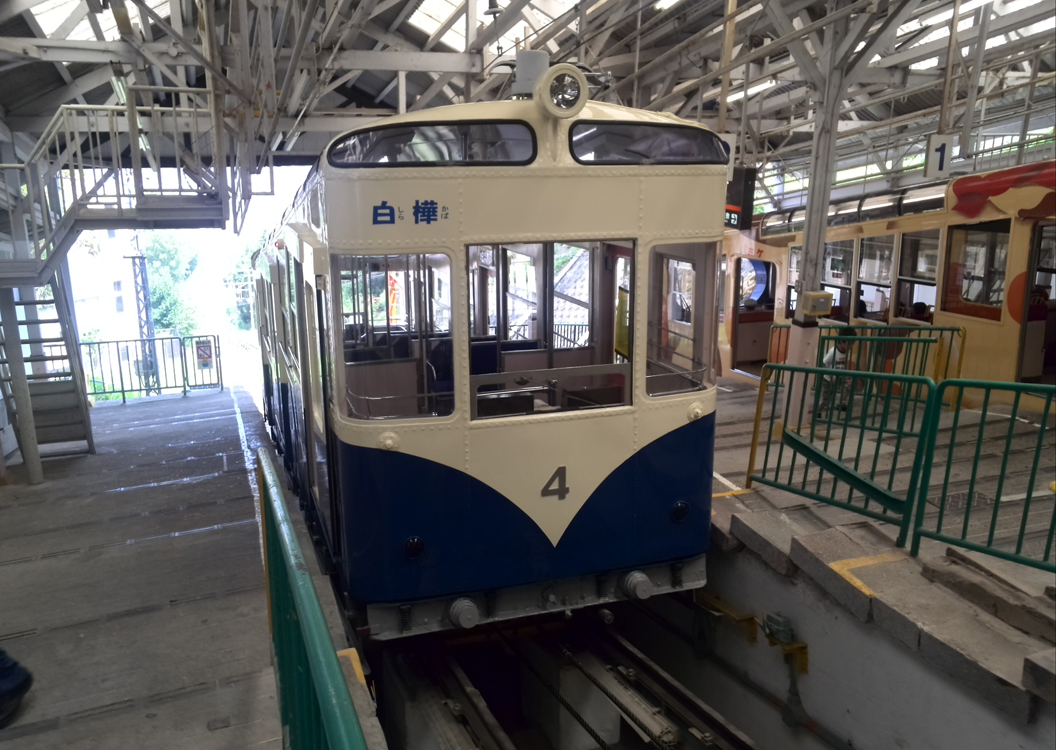
愛稱為「白樺」的車輛回到寶山寺2號線4（2013年8月）

## 歷史

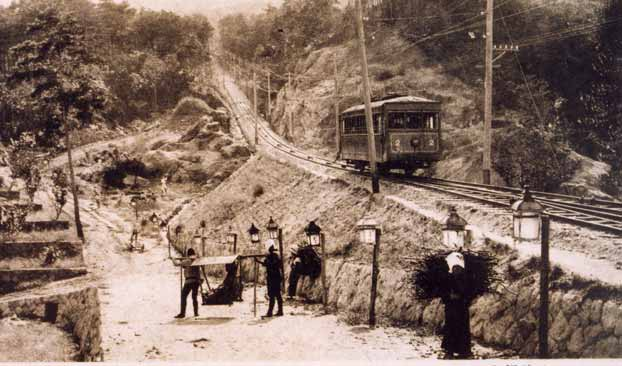
在1918年啟用時的生駒鋼索線

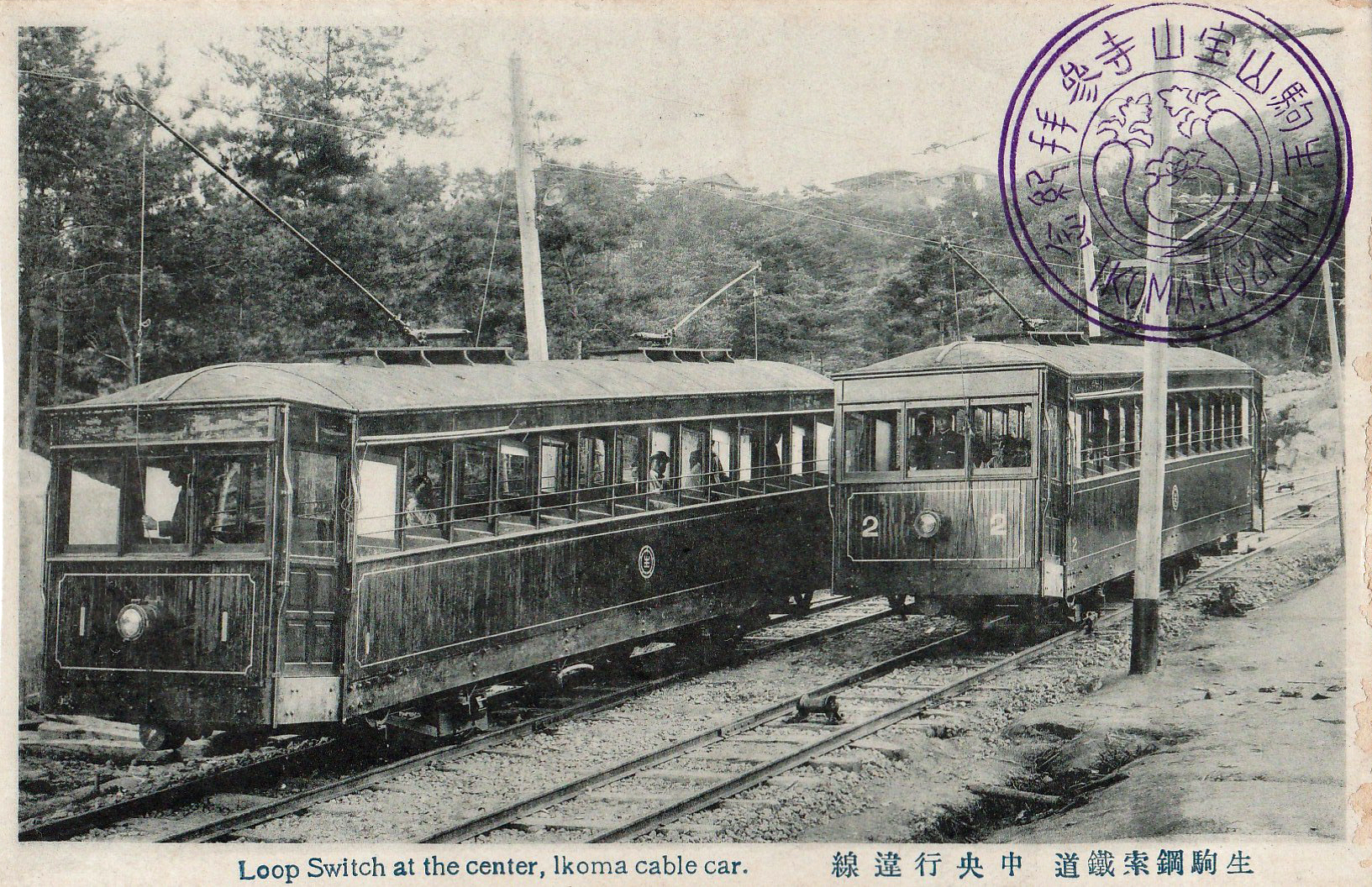
生駒鋼索鐵道 中央列車交會線

寶山寺線是原本近鐵的前身大阪電氣軌道系列公司生駒鋼索鐵道。當時為了方便參拜客前往寶山寺而建設寶山寺線，為了方便遊人前往生駒山上遊樂場而建設山上線。當初為大阪電氣軌道的路線。另外，在大阪電氣軌道啟用後出現資金困難的情況，因此寶山寺向公司提供了賽銭以通行融資。
- 1918年（大正7年）8月29日：生駒鋼索鐵道鳥居前站至寶山寺站之間開通。
- 1922年（大正11年）1月25日：大阪電氣軌道與生駒鋼索鐵道合併。
- 1926年（昭和元年）12月30日：寶山寺2號線開業，鳥居前站至寶山寺站之間雙線化。
- 1929年（昭和4年）3月27日：山上線 寶山寺站至生駒山上站之間開通[4]。
- 1944年（昭和19年）
  - 2月11日：山上線因成為不要不急線而暫停服務。
  - 7月：寶山寺2號線暫停服務（撤走設備），寶山寺線單線化。
- 1945年（昭和20年）8月1日：山上線重開。
- 1953年（昭和28年）4月1日：寶山寺2號線重開（寶山寺線再次雙線化）。
- 2000年（平成12年）
  - 3月1日：寶山寺線收入新車輛Buru、Mike。
  - 3月6日 - 3月17日：山上線因進行車輛更換工程而暫停服務。
  - 3月18日：山上線新車輛Do Re Mi、糖果開始服。2區普通車費中，成人單程由540日圓減至350日圓，1區普通車費繼續280日圓。同時不再售賣普通券、回數券和團體券，以及經生駒站的連絡車票（連絡定期票繼續發售）。
- 2020年（令和2年）4月29日 - 5月6日：因應2019冠狀病毒病日本疫情，山上線整日暫停服務[5]。
- 2021年
  - 3月1日：2區普通車費中，成人單程費用由370日圓升至500日圓[6]。
  - 9月28日：此線與生駒山上遊園地（日语：生駒山上遊園地）飛行塔共用認定為土木學會選獎土木遺產[7][8]。

## 車站列表
所有車站位於奈良縣生駒市內。

### 寶山寺線
| 車站編號 | 中文站名 | 日文站名 | 英文站名 | 營業距離 | 接續路線                                                           |
| -------- | -------- | -------- | -------- | -------- | ------------------------------------------------------------------ |
| Y17      | 鳥居前   | 鳥居前   | Toriimae | 0.0      | 近畿日本鐵道： 奈良線 (A17)、 京阪奈線 (C27)、 生駒線 (G17)…生駒站 |
| Y18      | 寶山寺   | 宝山寺   | Hozanji  | 0.9      | 近畿日本鐵道： 生駒鋼索線（山上線）                                |

### 山上線
- 營業距離從寶山寺線起加算。
- 圖例…●：停車、｜：通過
- 普通列車停靠各站因而省略。

| 車站編號 | 中文站名 | 日文站名 | 英文站名    | 站間距離 | 營業距離 | 直行 | 接續路線                              |
| -------- | -------- | -------- | ----------- | -------- | -------- | ---- | ------------------------------------- |
| Y18      | 寶山寺   | 宝山寺   | Hozanji     | -        | 0.9      | ●    | 近畿日本鐵道： 生駒鋼索線（寶山寺線） |
| Y19      | 梅屋敷   | 梅屋敷   | Umeyashiki  | 0.3      | 1.2      | ｜   |                                       |
| Y20      | 霞丘     | 霞ヶ丘   | Kasumigaoka | 0.4      | 1.6      | ｜   |                                       |
| Y21      | 生駒山上 | 生駒山上 | Ikomasanjo  | 0.4      | 2.0      | ●    |                                       |

- 梅屋敷站、霞丘站出入口只連接行人專用的生駒登山道。車輛不可進入該登山道。另外，許可四輪驅動車輛可以在附近行走。

## 車費、車票
以下為成人單程普通車費列表（2021年3月1日修正。單位：日圓）。
| 290 | 寶山寺站 |          |        |            |
| 500 | 290      | 梅屋敷站 |        |            |
| 500 | 290      | 290      | 霞丘站 |            |
| 500 | 290      | 290      | 290    | 生駒山上站 |

- 鋼索線使用特殊車費。以使區間制車費，只使用寶山寺線或山上線乘車為1區290日圓，使用寶山寺線和山上線為2區500日圓[9]。
- 國土交通省（近畿運輸局）的上限車費為1區290日圓，2區560日圓[10]。2區原本的車費為370日圓[11]，在2021年3月1日加價至500日圓[6]。
- 可於寶山寺站中途下車（日语：途中下車）。
- 生駒站至鳥居前站之間需要閘外轉乘，但是沒有發售聯絡車票（普通票、回數票）（在2000年3月17日結束售賣）[12][13]。但是聯絡定期票繼續售賣。而企劃車票（只限使用區間包括此線的車票）、股東特惠票也可使用此線。
- 車票不是磁式車票。各車站內沒有自動閘機。
- 從前的自動售票機可使用珍珠卡（日语：パールカード）（在2008年不再發售），現時不可使用。而可於其他近鐵線上使用的Surutto KANSAI對應卡（2018年廢止）和J Through Card（2009年廢止）也不可於此線上使用，直至其車票終止使用為止。
- 過去曾經發賣的關西周遊卡（2016年結束發售）可使用此線，只需出示該卡便可使用。

## 注腳

## 外部連結
- 生駒鋼索線 （页面存档备份，存于）（日語） - 近畿日本鐵道